# Germain Sommeiller
Germain Sommeiller, född 15 februari 1815 i Saint-Jeoire, Kungariket Sardinien, död 11 juli 1871 i Saint-Jeoire, var en italiensk ingenjör. Han är känd för att ha projekterat och lett arbetet med Fréjustunneln.